# Germans de Sang (musical)
Germans de Sang (títol original en anglès: Blood Brothers) és un musical de Willy Russell, basat en línies generals en la novel·la de 1844 Els germans corsos d'Alexandre Dumas. La historia és un argument contemporani innat o adquirit, que tracta sobre dos bessons que són separats en el moment de néixer. Els bessons tenen fons socials diferents, portant-los a un final totalment oposat a l'espectre social: amb un sent un graduat d'Oxford i conseller a un ajuntament; i l'altre acaba a l'atur i a la presó. Ambdós estimen la mateixa noia, causant un esvoranc en la seva amistat i que comportarà la seva tràgica mort.
El musical s'estrena a Londres el 1983, guanyant el Premi Laurence Olivier al Millor Musical. El revival actual del West End és una de les produccions musicals de més llarga estada de tota la història, estrenant-se el 1988 i encara en funcionament el 2011. El musical ha tingut diverses gires d'èxit, va estrenar-se a Broadway, i ha desenvolupat un cert culte.

## Història de la producció
Willy Russel va escriure i presentar originàriament Blood Brothers com una funció escolar el 1981, conjutaent amb el Merseyside Young People's Theatre (MYPT, ara opera com Fuse: New Theatre For Young People). Llavors va desenvolupar el musical per una producció al Liverpool Playhouse el 1983, protagonitzat per Barbara Dickson i Andrew C. Wadsworth. Tot i tenir un èxit limitat, va passar al West End londinenc, estrenant-se l'11 d'abril de 1983 al Lyric Theatre, on va estar-se fins al 22 d'octubre; guanyant el Premi Laurence Olivier al Millor Musical i un altre Olivier per a l'actuació de Dickson.
Blood Brothers va realitzar una gira pel Regne Unit el 1987, produïda per Bill Kenwright i dirigida per Kenwright i Bob Tomson, iniciant un revival al que s'estrenaria al Albery Theatre el 28 de juliol de 1988 i fins al 16 de novembre de 1991. El repartiment original incloïa a Con O'Neill, qui, com a Mickey, guanyaria el Premi Olivier a Millor Actor el 1989. El musical passà al Phoenix Theatre el 21 de novembre de 1991, on encara està representant-se. Estava previst que la seva darrera funció al Phoenix Theatre fos el 27 d'octubre del 2012., però la demanda d'entrades per a les darreres funcions pujà tant que la darrera funció s'endarrerí fins a l'11 de novembre; amb la presència de diversos intèrprets il·lustres, com Warwick Evans (Narrador), Lynn Paul (Sra. Johnstone), Mark Hutchinson (Eddie), Sean Jones (Mickey) y Jan Graveson (Linda).
El paper central de Mrs. Johnstone ha estat interpretat, entre d'altres, per Sarah Haye, Barbara Dickson, Stephanie Lawrence, Clodagh Rodgers, Kiki Dee, Lyn Paul, Siobhan McCarthy, quatre de les germanes Nolan (Linda, Bernie, Denise i Maureen), Melanie Chisholm (debutant al West End I rebent una nominació al Olivier el 2009) i Niki Evans.

### Austràlia
La primera producció australiana, realitzada el 1988, incloïa a Russell Crowe en el paper de Mickey i a la cantant de rock Chrissy Amphlet com a Mrs Johnstone.

### Broadway
L'estrena a Broadway va tenir lloc el 25 d'abril de 1993 al Music Box Theatre, tancant el 30 d'abril de 1995 després de 840 funcions. Diversos dels actors britànics van fer els seus debuts a Londres, incloent a Stephanie Lawrence com Mrs. Johnstone, Con O'Neill com Mickey, Jan Graveson com Linda, Mark Michael Hutchinson com Eddie i Warwick Evans com El Narrador. Kerry Butler va debutar a Broadway al cor. Per tal de fer pujar la venda d'entrades, Bill Kenwright va convèncer Petula Clark perquè debutés a Broadway com Mrs. Johnstone, amb David Cassidy i Shaun Cassidy com els seus fills. El fet de triar als fills de Jack Cassidy va generar molta publicitat; tot i que en realitat eren germanastres i es portaven 8 anys.
Petula Clark protagonitzà la gira per Estats Units de 1994-95. Clark i els germans Cassidy també enregistraren l'album internacional, amb Willy Russell com el Narrador. Després de Clark,  Mrs. Johnstone  va ser interpretat per altres cantants de rock dels 60, com Carole King o Helen Reddy.
El musical va rebre diverses nominacions als Premis Tony (Millor Musical, Millor Llibret, Millor Direcció, Millor Actriu, Stephanie Lawrence, Millor Actor, Con O Neill i Millor Actriu de Repartiment,Jan Graveson), però no en guanyà cap.

### Germans de Sang– La producció de Barcelona
El 1994 s'estrenà al teatre Condal la versió catalana, titulada Germans de Sang, en una producció del Grup Focus, en una versió dirigida per Ricard Reguant i protagonitzada per Àngels Gonyalons (Mrs. Johnstone), Joan Crosas (Narrador), Roger Pera (Mickey), Sergi Zamora (Eddie), Helena Munné (Mrs. Lyons), Gemma Brió (Linda), Jaume Mallofré (Mr. Lyons) i Jordi Fusalba (Sammy).
Va representar-se durant 7 mesos, amb un èxit de públic i crítica. La producció va ser enregistrada i emesa per televisió, sent l'única producció a la que s'ha autoritzat fer-ho.
El 2013 tornà a representar-se a Barcelona, al Teatre del Rava, aquest cop produïda per Luís Ramírez i també amb Roger Pera com a Mickey, però sense obtenir el mateix èxit (la producció original de Madrid tampoc no funcionà.)

## Argument
Primer Acte
Cap als anys 60, Mrs Johnstone no pot pagar les factures i no pot mantenir la seva família després que el seu marit l'hagi abandonat, així que agafa una feina per netejar a casa d'una parella local, Mr i Mrs Lyons. Poc després descobreix que torna a estar embarassada, però no podrà fer front a un altre fill.
Mrs. Lyons està desesperada per tenir un nen, però no el pot concebre; li agradaria adoptar-ne'n un, però el seu marit no vol. La Mrs Johnstone es troba que espera bessons i diu a Mrs Lyons que no podrà fer front a més nens; i Mrs Lyons li diu que li doni un dels nens a ella. Mrs Johnstone accepta prometent-ho sobre la Bíblia. Mrs Johnstone té els nens (Mickey i Edward), però llavors lamenta haver acordat donar-ne un. Menteix a la resta de nens, dient-los que l'altre nen ha mort i que ha anat al Cel.
Mrs. Johnstone segueix treballant per Mrs Lyons, però aquesta creu que li dedica massa atenció al nen que li ha donat. L'acomiada i s'aprofita de les seves supersticions dient-li que "si els bessons separats en el moment de néixer descobreixen que eren una parella moriran immediatament". Mr Johnstone rebutja agafar els diners que Mrs Lyons li dona i marxa sense el nen ni els diners.
Set anys després, Mickey, el fill de Mrs Johnstone, es troba amb Edward, l'altre bessó, i després de descobrir que van néixer el mateix dia, ambdós nens fan un pacte per esdevenir germans de sang, amb Mickey anomenant "Eddie" a Edward. Mrs Johnstone els veu i fa marxar a Eddie, dient-li que no torni o vindrà l'Home del Sac per endur-se'l. Aquell dia, més tard Mickey va a casa d'Eddie, i Mrs Lyons el fa fora. Ella i Eddie discuteixen, i Eddie diu una paraulota. Mrs Lyons li dona una bufetada i immediatament es lamenta de la seva acció, però s'adona que Eddie ha après aquella paraula de Mickey.
Mickey està jugant amb altres nens del veïnat, inclosa Linda. Més tard, la porta a veure l'Eddie, i els tres van a jugar junts, però un policia els agafa quan llençaven pedres a una finestra. Mrs Lyons intenta trobar Eddie: està preocupada per l'amistat del seu fill amb Mickey, i comença a creure en la superstició que ella mateixa va inventar-se. Decideix mudar-se i convenç el seu marit, dient-li que acabarà malalta. Quan Eddie diu adéu, Mrs Johnstone li dona un medalló amb una foto d'ella i de Mickey, i els nens se separen.
A finals dels 60 la família Johnstone és reallotjada des del centre de Liverpool als afores per benestar social.
Segon Acte
Mitjans dels anys 70; i Eddie, Mickey i Linda ja tenen 14 anys. La vida dels Johnstone ha millorat molt des que es van mudar, i no han tornat a veure més l'Eddie. Mickey se sent atret per Linda, la qual està òbviament interessada en ell, però Mickey no sap què fer davant ella. Tots dos han estat expulsats de l'institut després de burlar-se del seu professor; i Eddie també per negar-se a donar el medalló de Mrs Johnstone a un professor; però no diu a la seva mare de qui és. Mrs Lyons veu a Mrs Johnstone prop de casa seva i tornen les seves preocupacions. Eddie i Mickey es troben a un camp, però no es reconeixen. Cadascun voldria ser com és l'altre... fins que es reconeixen i es troben amb Linda. Mrs Lyons s'enrabia i intenta matar a Mrs Johnstone, però no pot i aquesta la fa fora de casa seva.
Quatre anys després, un Eddie de 18 sent alguna cosa per Linda, però no diu res, car sap que també li agrada a Mickey. Eddie marxa a la universitat, però abans encoratja a Mickey perquè parli amb Linda. Durant l'absència d'Eddie, Mickey és acomiadat de la fàbrica on treballa a causa de la recessió, quedant a l'atur. Aviat descobreix que Lindà està embarassada, i decideixen casar-se. Eddie torna per Nadal disposat a divertir-se, però Mickey s'adona que són molt diferents. Per aconseguir diners fàcils, Mickey ajuda al seu germà Sammy en un robatori que acaba malament, i acaba sent còmplice a un assassinat comès per Sammy i és sentenciat a 7 anys a la presó.
A la presó, Mickey cau en una profunda depressió. Quan és posat en llibertat abans de temps per bona conducta, encara depèn dels anti-depressius, separant-se de Linda. Ella contacta amb Eddie, que és conseller municipal, i els aconsegueix una casa i una feina per en Mickey. Linda està preocupada per Mickey i es troba amb Eddie. Mrs Lyons els veu junts i ho explica a Mickey. Mickey, enfurismat davant la possible relació entre Eddie i Lidna, agafa la pistola que Sammy va donar-li abans que fos detingut i marxa corrent cap a l'ajuntament per enfrontar-se amb Eddie.
A l'ajuntament, Eddie està donant un discurs quan Mickey arriba amb la pistola. Mickey li pregunta per què, si Eddie ho ha tingut tot i ell no ha tingut res, li vol prendre l'única cosa que té: Linda. Eddie nega que això sigui així, mentre que arriba la policia, ordenant-li que baixi la pistola. Mrs Johnstone arriba i, intentant aturar a Mickey que dispari a Eddie, li diu la veritat. Mickey es desespera perquè no va ser ell el que va ser triat i haver pogut tenir la vida d'Eddie. Distret, mou la pistola cap a Eddie; però la policia malinterpreta l'acció i dispara a Mickey, qui accidentalment dispara a Eddie, matant-lo: la predicció supersticiosa de Mrs Lyons s'ha fet veritat, i el Narrador es pregunta si la classe és més culpable que no pas la superstició.

## Números Musicals
| I Acte - Overture – Orquesta, Companyia i Narrador - Marilyn Monroe – Mrs. Johnstone i Companyia - Marilyn Monroe (Reprise) – Mrs. Johnstone - My Child – Mrs. Johnstone i Mrs Lyons - Easy Terms – Mrs. Johnstone - Shoes Upon The Table – Narrador - Easy Terms (Reprise) – Mrs. Johnstone - Kids' Game – Linda, Mickey i Cor - Bright New Day (Preview) – Mrs. Johnstone - Long Sunday Afternoon/My Friend – Mickey i Eddie - Bright New Day – Mrs. Johnstone i Companyia | II Acte - Entr'acte – Orquestra - Marilyn Monroe 2 – Mrs. Johnstone i Companyia - The Devil's Got Your Number – Narrador - That Guy – Mickey & Eddie - Shoes Upon the Table (Reprise) – Narrador - I'm Not Saying A Word – Eddie - Miss Jones – Mr Lyons, Miss Jones i Companyia - Marilyn Monroe 3 – Mrs. Johnstone - Light Romance – Mrs. Johnstone - Madman – Narrador - Tell Me It's Not True – Mrs Johnstone |

## Albums
- 1983 Repartiment Original de Londres de Blood Brothers
- 1988 Repartiment de Londres de Blood Brothers
- 1995 Repartiment de Londres de Blood Brothers
- 1994 Repartiment de Barcelona de Germans de Sang
- 1995 International Cast Recording of Blood Brothers

## Premis i nominacions
| Premi            | Any  | Categoria                                       | Nominació                   | Resultat   |
| ---------------- | ---- | ----------------------------------------------- | --------------------------- | ---------- |
| Premis Olivier   | 1983 | Millor Musical                                  | Millor Musical              | GUANYADOR  |
| Premis Olivier   | 1983 | Millor Actriu de Musical                        | Barbara Dickson             | GUANYADORA |
| Premis Olivier   | 1988 | Millor Actor de Musical                         | Con O'Neill                 | GUANYADOR  |
| Premis Olivier   | 2010 | Millor Actriu de Musical                        | Melanie C                   | Nominada   |
| Premi Drama Desk | 1993 | Actor Més Destacat en un Musical                | Con O'Neil                  | Nominat    |
| Premi Drama Desk | 1993 | Actor de Repartiment Més Destacat en un Musical | Mark Michael Hutchinson     | GUANYADOR  |
| Premi Tony       | 1993 | Millor Musical                                  | Millor Musical              | Nominat    |
| Premi Tony       | 1993 | Millor Llibret de Musical                       | Willy Russell               | Nominat    |
| Premi Tony       | 1993 | Millor Actor Protagonista de Musical            | Con O'Neill                 | Nominat    |
| Premi Tony       | 1993 | Millor Actriu Protagonista de Musical           | Stephanie Lawrence          | Nominada   |
| Premi Tony       | 1993 | Millor Actriu de Repartiment de Musical         | Jan Graveson                | Nominada   |
| Premi Tony       | 1993 | Millor Direcció de Musical                      | Bill Kenwright i Bob Tomson | Nominats   |